# Gare de la Balagne-Orizontenovu (Calvi)
La gare de la Balagne-Orizontenovu est une halte ferroviaire française de la ligne de Ponte-Leccia à Calvi (voie unique à écartement métrique), située sur le territoire de la commune de Calvi, dans le département de la Haute-Corse et la Collectivité territoriale de Corse (CTC). 
C'est un quai de gare des chemins de fer de la Corse (CFC) desservi par les trains « grande ligne » et « périurbain ». L'arrêt est facultatif (AF) ; il faut signaler sa présence au conducteur pour qu'il y ait un arrêt du train.

## Situation ferroviaire
Établie à 4 mètres d'altitude, la gare de la Balagne-Orizontenovu est située au point kilométrique (PK) 118,662 de la ligne de Ponte-Leccia à Calvi (voie unique à écartement métrique), entre les gares du Tennis-Club (AF) et du Lido (AF).
Elle dispose d'un quai long.

## Histoire
La halte se situe au niveau du centre de vacances SNCF appelé initialement Club de l'Horizon et aujourd'hui Orizonte novu.

## Service des voyageurs

### Accueil
Halte CFC, c'est un point d'arrêt non géré (PANG) à accès libre. Elle dispose d'un quai long. Arrêt facultatif (AF) : le train ne s'arrête que si la demande a été faite au conducteur. Accès aux personnes à mobilité réduite.

### Desserte
Balagne-Orizontenovu est desservie, éventuellement (AF), par des trains CFC « grande ligne » de la relation : Bastia, ou Ponte-Leccia, - Calvi. C'est également un arrêt facultatif de la « desserte suburbaine de la Balagne » desservi par des trains CFC de la relation Calvi - Île-Rousse. Les horaires sont fluctuants en fonction de la saison (juillet-Août) et du hors saison (le reste de l'année).

### Intermodalité
Le stationnement des véhicules est possible à proximité. Cet arrêt est situé à proximité d'un centre de vacances SNCF qui a remplacé une base de loisirs dénommée "Club horizon", d'où le nom actuel de "Nouvel horizon" en Corse.

## Galerie

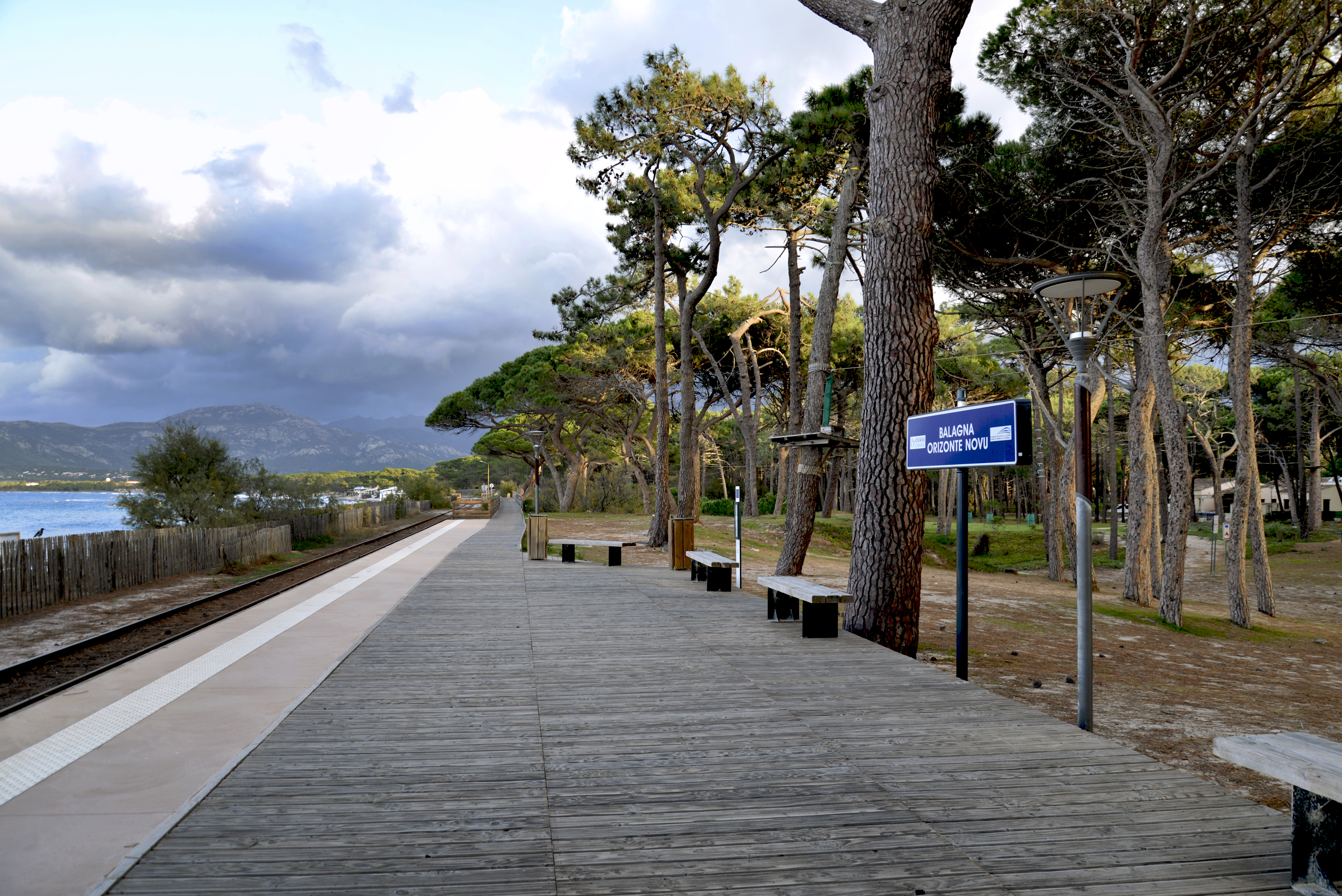
Le Quai
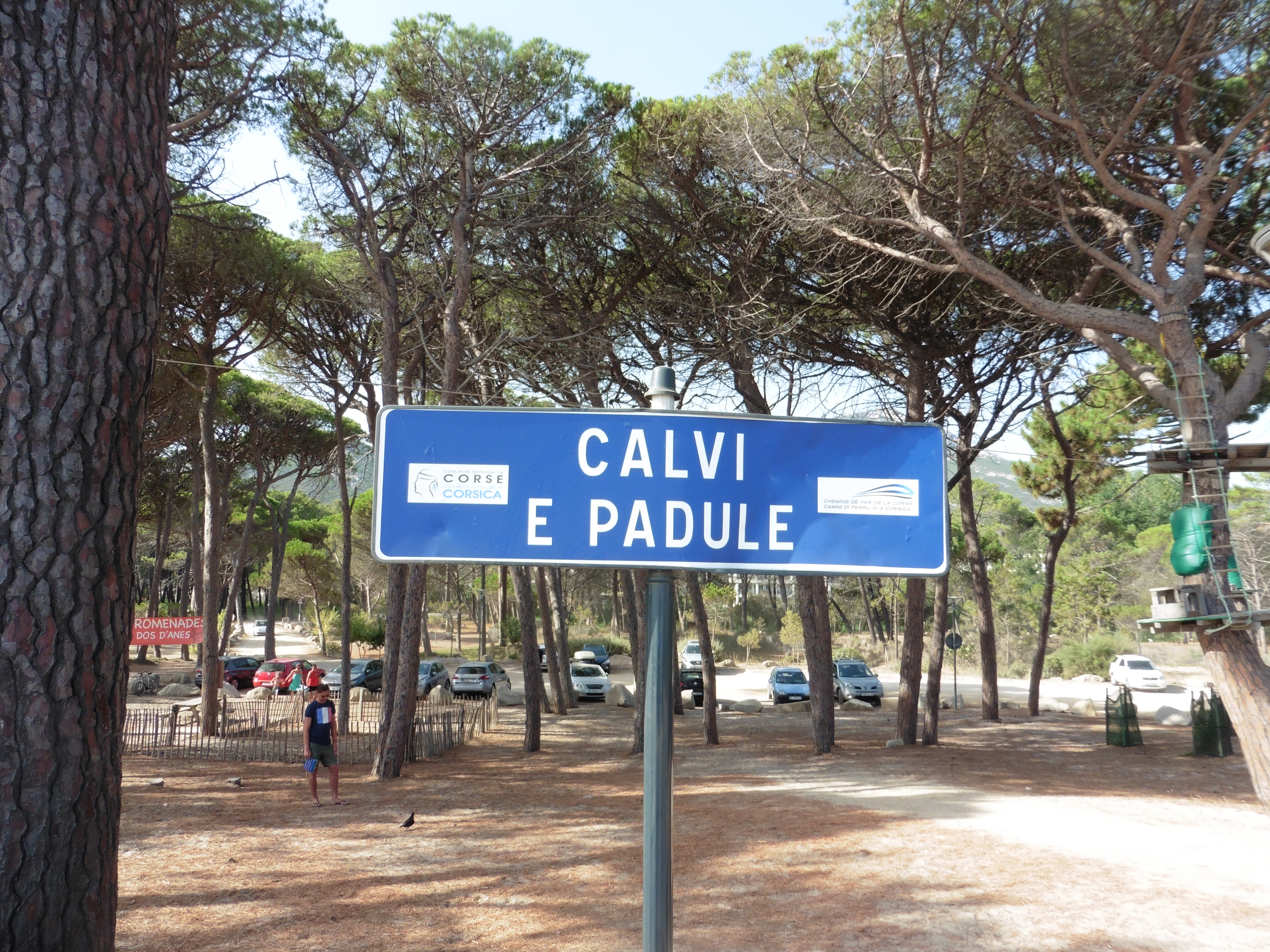
Le sous-bois de la Halte